# Józef Calasanz Marqués
Józef Calasanz Marqués SDB, (hiszp.) José Calasanz Marqués (ur. 23 listopada 1872 w Azanuy, zm. 29 lipca 1936 w Walencji) – błogosławiony Kościoła katolickiego, męczennik okresu wojny domowej w Hiszpanii, ofiara prześladowań antykatolickich, hiszpański prezbiter z zakonu salezjanów.

## Życiorys
Pochodził z wsi Azanuy położonej w prowincji Huesca. W 1884 rozpoczął naukę w szkole salezjańskiej w Sarrii. W Barcelonie poznał założyciela zgromadzenia salezjanów Jana Bosko. Był pierwszym hiszpańskim salezjaninem, który otrzymał sakrament święceń (1895). Początkowo pełnił obowiązki sekretarza Filipa Rinaldiego. Skierowany do Camagüey (1916) został tam przełożonym inspektorii peruwiański-boliwijskiej. W 1925 został przełożonym inspektorii tarragońskiej. Wybuch wojny domowej zastał go w Walencji gdzie uczestniczył w rekolekcjach. Pierwszy raz aresztowany przez milicję i osadzony w więzieniu razem z grupą współbraci. Kolejny raz zatrzymany z Antonim Marią Martínem Hernándezem, Rekaredem de los Ríos Fabregatem, Julianem Rodríguezem Sánchezem, Józefem Giménez Lópezem, Augustem García Calvo, Janem Martorell Sorią, Jakubem Buch Canalsem i Piotrem Mesonero Rodríguezem, gdy potwierdził przynależność zakonną i stan kapłański. Rozstrzelany 29 lipca. Uznany został za ofiarę nienawiści do wiary (łac. odium fidei).
Apostolat Józef Calasanz Marqués miał znaczący wpływ na rozwój wspólnoty salezjańskiej w Ameryce Południowej.
Proces informacyjny dotyczący męczeństwa Józefa Calasanz Marquésa toczył się w Walencji w latach 1953–1955. Uroczystość beatyfikacji odbyła się na placu Świętego Piotra w Watykanie, a dokonał jej papież Jan Paweł II 11 marca 2001 r. w grupie z Józefem Aparicio Sanzem i 232 towarzyszami, pierwszymi wyniesionymi na ołtarze Kościoła katolickiego w trzecim tysiącleciu.
Miejscem kultu Konstantyna Carbonell Sempere jest archidiecezja walencka. Relikwie spoczywają na terenie walenckiej parafii św. Antoniego.
Wspomnienie liturgiczne obchodzone jest przez katolików w dzienną rocznicę śmierci (29 lipca) oraz w grupie Józefa Aparicio Sanza i 232 towarzyszy (22 września).